# Pascal Johansen
Pascal Johansen (Colmar, 28 aprile 1979) è un ex calciatore francese, di ruolo centrocampista.

## Carriera
Ha giocato nella prima divisione francese.

## Palmarès

### Club

#### Competizioni nazionali
- Coppa di Francia: 1

Strasburgo: 2000-2001
- Coppa di Lega francese: 1

Strasburgo: 2004-2005